# Anopheles aconitus
Anopheles aconitus är en tvåvingeart som beskrevs av Donitz 1902. Anopheles aconitus ingår i släktet Anopheles och familjen stickmyggor. Inga underarter finns listade i Catalogue of Life.